# Miraculous: las aventuras de Ladybug
Miraculous: Las aventuras de Ladybug, (título original en francés, Miraculous, les aventures de Ladybug et Chat Noir), también conocida como Miraculous Ladybug o por la traducción Prodigiosa Ladybug, es una serie de televisión francesa en animación digital, creada por Thomas Astruc y desarrollada por Jeremy Zag. Es una producción de Miraculous Corp., una empresa conjunta formada por Mediawan y Zag Inc., y con la colaboración de numerosas compañías internacionales.
Narra la historia de Marinette y Adrien, dos adolescentes que son capaces de transformarse en los superhéroes Ladybug y Cat Noir, respectivamente, gracias al poder de unas joyas mágicas llamadas «Miraculous». Mientras Ladybug es una superheroína inspirada en la mariquita y tiene el poder de la creación, Cat Noir es un superhéroe basado en el gato negro y con el poder de la destrucción. Ambos deben utilizar sus poderes para proteger París de los villanos que la amenazan.
La serie fue estrenada en Francia el 19 de octubre de 2015 por TF1, aunque el primer capítulo ya había sido emitido en primicia el 1 de septiembre en Corea del Sur. Desde entonces se han producido cinco temporadas. Zag ha alcanzado acuerdos de distribución con Disney Channel y Netflix en video bajo demanda, así como un contrato con Bandai para la venta de merchandising. Actualmente se han emitido seis temporadas, varios episodios especiales y una adaptación a película, Ladybug & Cat Noir: The Movie, estrenada en 2023.

## Historia
Ambientada en París, la serie está protagonizada por dos adolescentes: Marinette Dupain-Cheng y Adrien Agreste. Ambos son compañeros en el instituto Françoise Dupont y llevan una vida normal, pero cuando el mal amenaza la ciudad son capaces de transformarse en superhéroes gracias al poder de unas joyas mágicas («prodigios» en España, «miraculous» en Latinoamérica) y las criaturas que están asociadas a ellas, los kwamis.
Marinette puede convertirse en una heroína llamada Ladybug, mediante unos aretes asociados al kwami Tikki, que le otorga el poder de la creación, mientras que Adrien se transforma en el héroe Cat Noir (o Chat Noir en francés) gracias a un anillo vinculado al kwami Plagg, que le otorga el poder de la destrucción. Los trajes confieren capacidades físicas mejoradas, un arma y una habilidad especial. Ajenos a la verdadera identidad de cada uno, Ladybug y Cat Noir deberán proteger París de los planes de un malvado villano que se aprovecha de los sentimientos negativos de los parisinos para transformarlos en villanos a su servicio, a través de unas criaturas con forma de mariposa (akumas), con el propósito de arrebatarles los prodigios y apropiarse del deseo que estas joyas pueden conceder a su portador. En las cinco primeras temporadas el villano es Le Papillon (o Hawk Moth en inglés), y a partir de la sexta temporada es una nueva personaje llamada Chrysalis.
La habilidad especial de la que disponen tanto Ladybug (Lucky Charm) como Cat Noir (Cataclysm) solo puede ser utilizada una vez por transformación, algo justificado en la historia porque aún son menores y no controlan los poderes. En el momento de invocarla, el kwami se agotará en cinco minutos y los héroes volverán a su estado normal.
Una de las claves argumentales de la serie es el «cuadrado amoroso» formado entre los protagonistas. Marinette está enamorada de Adrien, pero es incapaz de decírselo directamente. Y por otro lado, Chat Noir presenta un amor no correspondido por Ladybug, quien le rechaza para no traicionar sus sentimientos

## Desarrollo
El creador de Miraculous Ladybug es el dibujante francés Thomas Astruc, quien previamente había sido supervisor de storyboards en Totally Spies! y guionista gráfico en Código Lyoko y W.I.T.C.H., así como en las películas Wasabi y en Astérix y Obélix: Misión Cleopatra.
En 2004, mientras trabajaba como guionista en W.I.T.C.H., Astruc comenzó a desarrollar el concepto de una adolescente capaz de transformarse en la superheroína Ladybug, con un traje inspirado en la mariquita. En varias entrevistas ha reconocido que la idea surgió al conocer a una chica que vestía camisetas con dibujos de este insecto, y de la que también había tomado el corte de pelo. Por otro lado, la creación de Cat Noir surgió como la contraparte masculina: las mariquitas son un animal asociado a la buena suerte en la cultura popular, por lo que su aliado natural debía ser un héroe con traje de gato negro y poderes inspirados en la mala suerte. Ambos toman elementos de superhéroes del cómic estadounidense como Spider-Man y Catwoman, aunque con distinto género.
Astruc pretendía hacer de Ladybug un cómic de superhéroes ambientado en Francia. En 2010 el productor Jeremy Zag, cofundador de los estudios de animación Zag Entertainment junto con la veterana Jacqueline Tordjman (Saban), le convenció para convertirlo en una serie de dibujos animados. Por aquel entonces, Zag solo tenía 25 años y apenas había producido un par de series, pero el autor aceptó trabajar con él porque ya se conocían, gozaba de contactos en la industria y le había prometido libertad creativa.
La serie de animación salió adelante en junio de 2012, gracias a un acuerdo de colaboración entre Zag y Toei Animation. El estudio japonés vio en Ladybug una oportunidad para posicionarse en el mercado europeo y ampliar su audiencia. En septiembre del mismo año publicaron el video promocional de un anime basado en la idea de la «chica mágica» (mahō shōjo), y un argumento muy similar al producto actual. La presentación ya incluía a Marinette como Ladybug, el concepto de Cat Noir, los kwamis Tikki y Plagg y el villano Le Papillon, así como algunos personajes secundarios. No obstante, el proyecto terminaría siendo descartado.
Sobre el tráiler promocional japonés se hicieron cambios antes de obtener el producto final. El más importante fue el paso a la animación digital, motivado por cuestiones técnicas y porque, según Zagtoon y Astruc, las televisiones europeas ya no estaban interesadas en comprar los derechos de emisión de un anime. En segundo lugar, el argumento se orientaba demasiado a los adolescentes y hubo que adaptarlo para llegar también al público infantil. Por último, el personaje de Cat Noir fue modificado; en un principio lo iba a protagonizar un joven millonario llamado Félix, pero el equipo creativo consideraba que su personalidad altiva era un cliché del anime. De este modo, fue rediseñado como Adrien, un chico amable con el que era más fácil empatizar.
En noviembre de 2012 el estudio surcoreano SAMG Animation se unió a la producción para encargarse del modelado y del CGI, mientras que Toei mantuvo un papel asesor. Además, el canal TF1 se hizo con los derechos de emisión en Francia y una participación en la producción. Después de presentar el tráiler final en octubre de 2013, se firmaron acuerdos de distribución con Disney Channel (Europa, Latinoamérica y Japón), Nickelodeon (Estados Unidos) y Netflix. El inicio de producción ha contado con ayudas del Centro Nacional del Cine y la Imagen Animada (CNC).
El estreno tuvo lugar el 1 de septiembre de 2015 en Corea del Sur y un mes después en Francia, poniendo fin a cinco años de desarrollo. Desde entonces, Miraculous Ladybug ha sido emitida en más de 120 países y ha contado con seis temporadas.  En 2024, el grupo Mediawan —propietario de Method Animation— llegó a un acuerdo con Zag para crear una productora, Miraculous Corp., que asumiría la gestión de la franquicia.
La serie ha contado además con una película, Ladybug & Cat Noir: The Movie, estrenada en julio de 2023 después de cinco años de producción.

## Producción

### Guion
Miraculous Ladybug está dirigida para todos los públicos. Thomas Astruc se encarga de dirigir y supervisar los capítulos, cuenta con Sébastien Thibaudeau como director de guiones, y ambos organizan una lluvia de ideas con el equipo de guionistas gráficos. En el proceso participan también las distintas productoras involucradas.
Los episodios entremezclan acción, aventuras y comedia y cada uno trata aspectos de la vida cotidiana de forma autoconclusiva. La estructura es idéntica a una serie magical girl, con personajes que van evolucionando conforme avanza la trama y que aprenden a utilizar sus poderes y descubren otros nuevos. Por norma general, cada villano transformado por Le Papillon o por Chrysalis es alguien del círculo cercano de los protagonistas. Otro argumento recurrente es la relación personal entre Marinette y Adrien, marcada por el hecho de que ambos desconocen la identidad secreta de cada uno.
El director de guionistas ha explicado que la idea original partía de un universo más oscuro, enfocado al público adolescente, pero al convertirlo en serie de animación se hizo necesario explicar temas complejos con simplicidad, a través de los sentimientos de todos los personajes como eje central. De hecho, los villanos se trabajan siempre a partir de una emoción negativa. Astruc ha confirmado en entrevistas posteriores que el objetivo era «hacer algo universal que llegue a niños y adultos, pero sin cambiar su fundamento».

### Animación
Se trata de una serie de animación por ordenador que involucra al estudio Method Animation (Francia), propiedad de Mediawan; a Zag Entertainment y a estudios externos. El equipo francés está liderado por Thomas Astruc, asistido en la dirección de animación por Wilfried Pain y en la dirección artística por Nathanael Bronn, e incluye guionistas gráficos, realizadores, diseñadores de fondos, diseñadores de personajes, supervisores de 3D, efectos especiales y editores de posproducción. Por su parte, los externos se encargan de la animación digital, el modelado y la renderización. Inicialmente prevista como un anime, la elección final de animación digital responde a que este formato resultaba más atractivo para las cadenas de televisión, aportaba más dinamismo, y era versátil en movimientos de personajes y ángulos de cámara.
En cada episodio, el equipo de guionistas gráficos desarrolla una idea según el hilo conductor. Los storyboards se hacen en blanco y negro, y sobre ellos se trabaja tanto la animación como la expresividad de los personajes. Un episodio de veinte minutos utiliza entre 350 y 400 escenas, y en cada toma pueden emplearse de diez a treinta viñetas. Cuando el guion recibe el visto bueno, se manda todo el material (bocetos, diseños y fondos) al estudio de animación externo con las correspondientes instrucciones. Y una vez completado, vuelve a Francia para ser editado en posproducción. Todo el proceso de escritura dura entre dos y tres meses, y la producción total del capítulo lleva un año por lo que se hacen varios a la vez.
En las primeras temporadas, el equipo utilizaba el programa Autodesk Maya y contaba con estudios externos en el extranjero. SAMG Animation, con sede en Corea del Sur, ha trabajado con Zag desde la primera temporada y en las películas especiales. Desde la segunda temporada, y para agilizar los plazos, los productores desviaron parte del trabajo a estudios de la India como DQ, Artage y Assemblage. Y en la quinta temporada se sumó al plantel el estudio franco-español Atlantis Animation, con sede en Santa Cruz de Tenerife. A partir de la sexta temporada el equipo pasó a realizar animaciones con motor Unreal Engine, lo que agilizó la producción y redujo significativamente el uso de estudios externos a una sola productora francesa, Dwarf Animation.
La producción de la sexta temporada ha contado con la participación de Miraculous Corp., TF1, Disney+, el grupo brasileño TV Globo y el italiano KidsMe.

### Referencias culturales

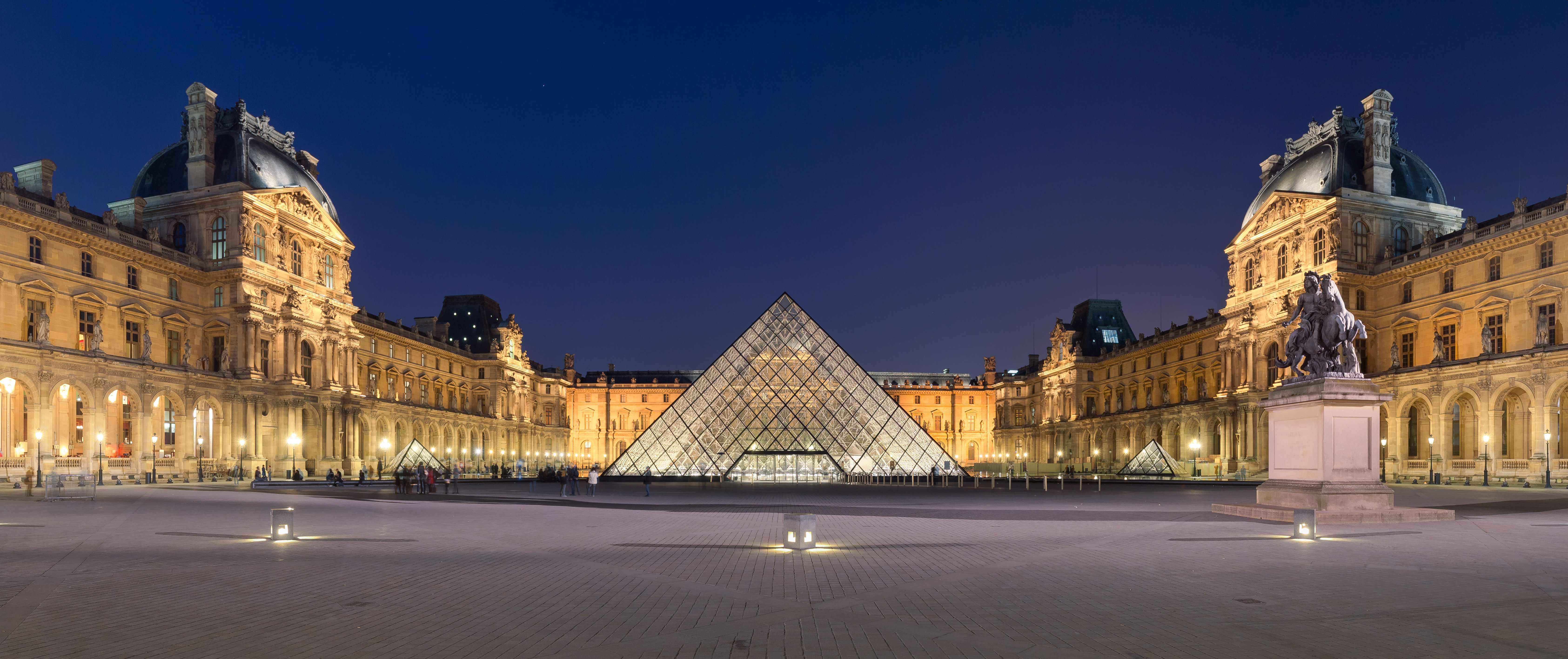
El museo del Louvre llegó a un acuerdo con los autores de Ladybug para ceder su imagen.

## Protagonistas

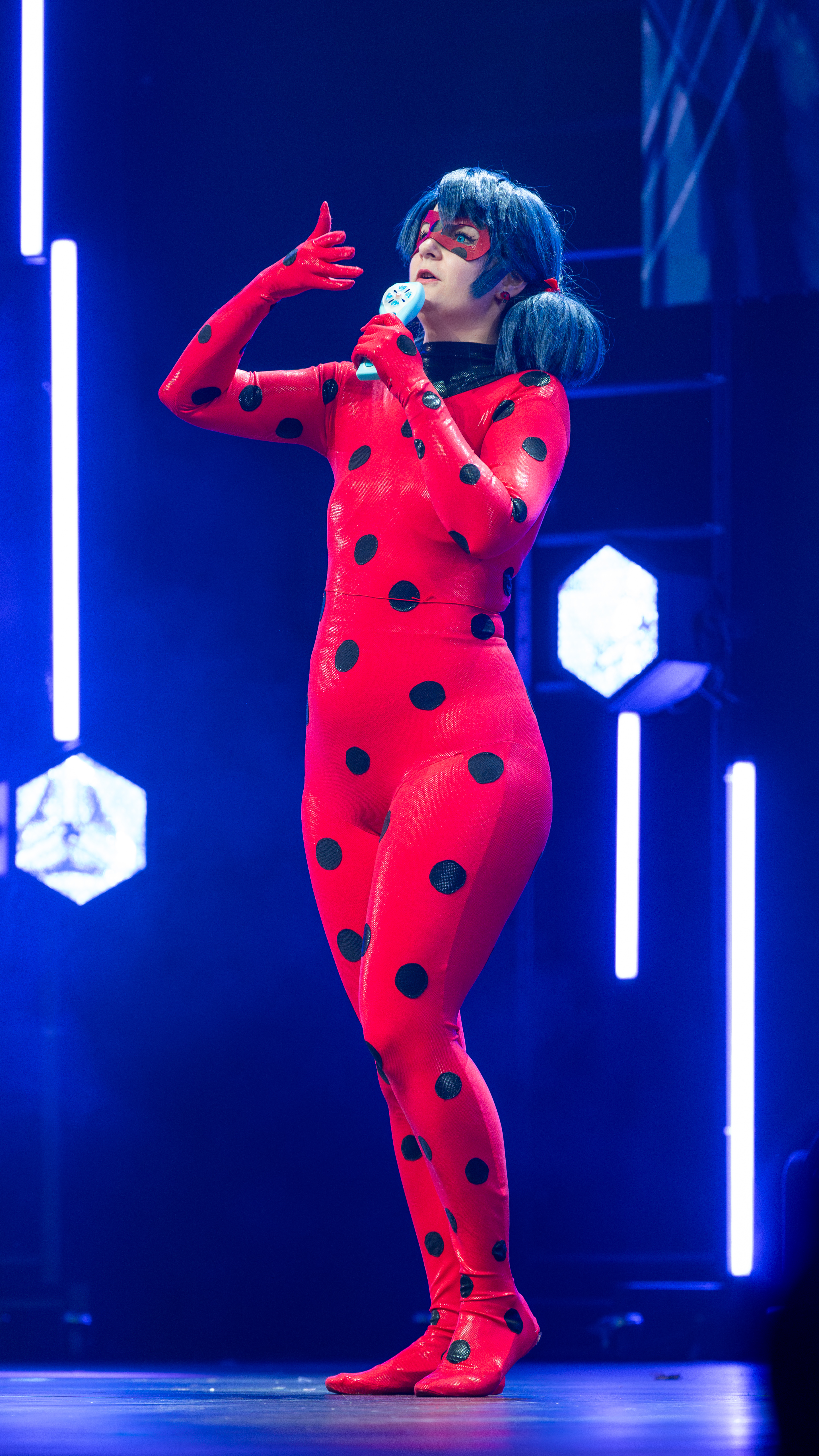
Cosplay de Marinette Dupain-Cheng, la superheroína Ladybug.